# Davis Cup 2019
Davis Cup 2019 er den 108. udgave af Davis Cup og den første efter en omfattende omorganisering af turneringens format.
Slutrunden med deltagelse af 18 hold spilles den 18. - 24. november 2019 i Caja Magica i Madrid, Spanien. De øvrige deltagende hold spillede i niveauopdelte og geografisk inddelte turneringer.

## Slutrunde
Slutrunden har deltagelse af 18 hold og spilles den 18. - 24. november 2019. Kampene spilles indendørs på hardcourt i Caja Magica i Madrid, Spanien.

### Hold
De 18 hold i slutrunden er:
| Kategori                                    | Hold                                                                                               |
| ------------------------------------------- | -------------------------------------------------------------------------------------------------- |
| De fire world group-semifinalister fra 2018 | Frankrig Kroatien Spanien (værtsland) USA                                                          |
| To wildcards udpeget af ITF                 | Argentina Storbritannien                                                                           |
| De tolv vinderhold fra kvalifikationsrunden | Australien Belgien Canada Chile Colombia Holland Italien Japan Kasakhstan Rusland Serbien Tyskland |

De 18 deltagende hold blev seedet i henhold til deres rangering på Davis Cup-ranglisten pr. 4. februar 2019 og inddelt i tre seedningslag med seks hold i hver (ranglisteplacering angivet i parentes).
| Seedningslag 1 | Seedningslag 1     |
| -------------- | ------------------ |
| 1              | Frankrig (1)       |
| 2              | Kroatien (2)       |
| 3              | Argentina (3)      |
| 4              | Belgien (4)        |
| 5              | Storbritannien (5) |
| 6              | USA (6)            |

| Seedningslag 2 | Seedningslag 2  |
| -------------- | --------------- |
| 7              | Spanien (7)     |
| 8              | Serbien (8)     |
| 9              | Australien (9)  |
| 10             | Italien (10)    |
| 11             | Tyskland (11)   |
| 12             | Kasakhstan (12) |

| Seedningslag 3 | Seedningslag 3 |
| -------------- | -------------- |
| 13             | Canada (14)    |
| 14             | Japan (17)     |
| 15             | Colombia (18)  |
| 16             | Holland (19)   |
| 17             | Rusland (21)   |
| 18             | Chile (22)     |

### Format
De 18 hold bliver inddelt i seks puljer med tre hold. Holdene seedet som nr. 1-6 placeres i rækkefølge i pulje A-F. De øvrige pladser i hver af de seks puljer udfyldes derefter ved lodtrækning med et hold fra seedningslag 2 og et hold fra seedningslag 3. I hver gruppe spiller de tre hold en enkeltturnering alle-mod-alle, hvor hvert opgør er en holdkamp bestående af to singlekampe og en doublekamp.

## Kvalifikationsrunde
I kvalifikationsrunden spillede 24 hold om 12 ledige pladser i Davis Cup-slutrunden. De 24 hold blev parret i 12 playoff-opgør, og vinderne af de 12 opgør kvalificerede sig til slutrunden.

### Hold
De 24 hold i kvalifikationsrunden var:
| Kategori | Hold                                                             |
| --- | ---------------------------------------------------------------- |
| De fire tabende world group-kvartfinalister fra Davis Cup 2018. | Belgien Italien Kasakhstan Tyskland                              |
| De seks vindere af world group playoff-opgørene i Davis Cup 2018, som ikke blev tildelt et wildcard til slutrunden (Storbritannien og Argentina fik de to wildcards). | Canada Japan Serbien Sverige Tjekkiet Østrig                     |
| De to højst rangerede tabere af world group playoff-opgørene i Davis Cup 2018 på Davis Cup-ranglisten pr. 17. september 2018. | Australien Schweiz                                               |
| De seks højst rangerede hold fra Europa eller Afrika på Davis Cup-ranglisten pr. 17. september 2018. De to sidste hold, Portugal og Slovakiet, blev imidlertid først udpeget den 29. oktober 2018, efter at de havde spillet færdig i Europa/Afrika Gruppe I playoffs ved Davis Cup 2018. | Bosnien og Hercegovina Holland Portugal Rusland Slovakiet Ungarn |
| De tre højst rangerede hold fra Asien eller Oceanien på Davis Cup-ranglisten pr. 17. september 2018. | Indien Kina Usbekistan                                           |
| De tre højst rangerede hold fra Panamerika på Davis Cup-ranglisten pr. 17. september 2018. | Brasilien Chile Colombia                                         |

### Seedninger
Tolv af de 24 hold blev seedet. Følgende hold blev seedet:
- De fire tabende world group-kvartfinalister fra Davis Cup 2018.
- De seks vindere af world group playoff-opgørene i Davis Cup 2018.
- De to højst rangerede tabere af world group playoff-opgørene i Davis Cup 2018 på Davis Cup-ranglisten pr. 17. september 2018.

Seedningsrækkefølgen blev afgjort ud fra holdenes placering på Davis Cup-ranglisten pr. 29. oktober 2018 (rangering angivet i parentes).
| Seedede hold | Seedede hold    |
| ------------ | --------------- |
| 1            | Belgien (4)     |
| 2            | Serbien (8)     |
| 3            | Australien (9)  |
| 4            | Italien (10)    |
| 5            | Tyskland (11)   |
| 6            | Schweiz (12)    |
| 7            | Kasakhstan (13) |
| 8            | Tjekkiet (14)   |
| 9            | Sverige (15)    |
| 10           | Østrig (16)     |
| 11           | Canada (17)     |
| 12           | Japan (18)      |

| Useedede hold               |
| --------------------------- |
| Colombia (19)               |
| Indien (20)                 |
| Ungarn (21)                 |
| Holland (22)                |
| Rusland (23)                |
| Usbekistan (24)             |
| Chile (25)                  |
| Portugal (26)               |
| Bosnien og Hercegovina (27) |
| Brasilien (28)              |
| Slovakiet (29)              |
| Kina (30)                   |

### Format
De 24 hold blev parret i 12 playoff-opgør bestående af et seedet og et useedet hold. Hvert opgør blev spillet bedst af fem kampe: fire single- og en doublekamp. Alle kampe blev spillet bedst af tre tiebreak-sæt. Hjemmebanefordelen i hvert opgør tilfaldt det hold, der havde haft udebane i de to holds seneste Davis Cup-opgør. Hvis holdene ikke havde mødtes i Davis Cup tidligere, blev hjemmebanen afgjort ved lodtrækning.
De 12 vindere kvalificerede sig til Davis Cup-slutrunden, mens de 12 tabere spillede videre i gruppe I.

### Resultater
Opgørene i kvalifikationsrunden blev afviklet i dagene 1. - 2. februar 2019.
| Hjemmehold     | Udehold       | Resultat | By                          | Arena                                | Underlag                            | Uden-/indendørs |
| -------------- | ------------- | -------- | --------------------------- | ------------------------------------ | ----------------------------------- | --------------- |
| Brasilien      | Belgien [1]   | 1–3      | Uberlândia, Brasilien       | Ginásio Municipal Tancredo Neves     | Grus                                | Indendørs       |
| Usbekistan     | Serbien [2]   | 2–3      | Tasjkent, Usbekistan        | Saxovat Sport Servis Sport Complex   | Hardcourt (Rebound Ace Synpave)     | Indendørs       |
| Australien [3] | Bosnien-Herc. | 4–0      | Adelaide, Australien        | Memorial Drive Tennis Club           | Hardcourt (Plexicushion)            | Udendørs        |
| Indien         | Italien [4]   | 1–3      | Kolkata, Indien             | Calcutta South Club                  | Græs                                | Udendørs        |
| Tyskland [5]   | Ungarn        | 5–0      | Frankfurt am Main, Tyskland | Fraport Arena                        | Hardcourt (DecoTurf)                | Indendørs       |
| Schweiz [6]    | Rusland       | 1–3      | Biel/Bienne, Schweiz        | Swiss Tennis Arena                   | Hardcourt (Rebound Ace GS 8 mm (M)  | Indendørs       |
| Kasakhstan [7] | Portugal      | 3–1      | Astana, Kasakhstan          | Natsionalnyj Tennisnyj Tsentr Daulet | Hardcourt (Greenset Grand Prix)     | Indendørs       |
| Tjekkiet [8]   | Holland       | 1–3      | Ostrava, Tjekkiet           | Ostravar Aréna                       | Hardcourt (Novacrylic Ultracushion) | Indendørs       |
| Colombia       | Sverige [9]   | 4–0      | Bogotá, Colombia            | Palacio de los Deportes              | Grus                                | Indendørs       |
| Østrig [10]    | Chile         | 2–3      | Salzburg, Østrig            | Salzburgarena                        | Grus                                | Indendørs       |
| Slovakiet      | Canada [11]   | 2–3      | Bratislava, Slovakiet       | Aegon Aréna                          | Grus                                | Indendørs       |
| Kina           | Japan [12]    | 2–3      | Guangzhou, Kina             | Guangdong Olympic Tennis Center      | Hardcourt (Toplus MC Pro System)    | Udendørs        |

## Gruppe I
Gruppe I bestod af 24 hold inddelt i tre geografiske zoner:
- Amerika med 6 hold.
- Asien/Oceanien med 6 hold.
- Europa/Afrika med 12 hold.

I hver geografisk zone blev holdene parret i 3 eller 6 playoff-opgør. Holdene spillede udelukkende om point til Davis Cup-ranglisten. Der var ingen garanti for, at vinderne kvalificerede sig til kvalifikationsrunden i Davis Cup 2020, mens taberne ikke kunne være sikre på at rykke ned i Gruppe II.
Alle opgør i Gruppe I bliver afviklet i dagene 13. - 14. september 2019, og opgørene afvikles som holdkampe, der spilles bedst af fem kampe: fire single- og en doublekamp. Alle kampe blev spillet bedst af tre tiebreak-sæt. Hjemmebanefordelen i hvert opgør tilfaldt det hold, der havde haft udebane i de to holds seneste Davis Cup-opgør. Hvis holdene ikke havde mødtes i Davis Cup tidligere, blev hjemmebanen afgjort ved lodtrækning.

### Amerika
I gruppe I bestod Amerika-zonen af de seks højst rangerende hold på Davis Cup-ranglisten pr. 4. februar 2019, som ikke havde kvalificeret sig til Davis Cup-slutrunden.
De tre højst rangerede af de seks hold på Davis Cup-ranglisten pr. 4. februar 2019 blev seedet.
| Seedede hold (rangering) | Seedede hold (rangering) |
| ------------------------ | ------------------------ |
| 1                        | Brasilien (28)           |
| 2                        | Ecuador (34)             |
| 3                        | Dominikanske Rep. (35)   |

| Useedede hold  |
| -------------- |
| Uruguay (43)   |
| Venezuela (45) |
| Barbados (46)  |

De seks hold blev ved lodtrækning parret i tre playoff-opgør, hver bestående af et seedet og et useedet hold.
| Hjemmehold    | Udehold               | Resultat | By         | Arena | Underlag | Uden-/indendørs |
| ------------- | --------------------- | -------- | ---------- | ----- | -------- | --------------- |
| Brasilien [1] | Barbados              | –        | [[]], [[]] | [[]]  | [[]]     |                 |
| Venezuela     | Ecuador [2]           | –        | [[]], [[]] | [[]]  | [[]]     |                 |
| Uruguay       | Dominikanske Rep. [3] | –        | [[]], [[]] | [[]]  | [[]]     |                 |

### Asien / Oceanien
I gruppe I bestod Asien/Oceanien-zonen af de seks højst rangerende hold på Davis Cup-ranglisten pr. 4. februar 2019, som ikke havde kvalificeret sig til Davis Cup-slutrunden.
De tre højst rangerede af de seks hold på Davis Cup-ranglisten pr. 4. februar 2019 blev seedet.
| Seedede hold (rangering) | Seedede hold (rangering) |
| ------------------------ | ------------------------ |
| 1                        | Indien (20)              |
| 2                        | Usbekistan (25)          |
| 3                        | Kina (30)                |

| Useedede hold |
| ------------- |
| Sydkorea (36) |
| Pakistan (37) |
| Libanon (39)  |

De seks hold blev ved lodtrækning parret i tre playoff-opgør, hver bestående af et seedet og et useedet hold.
| Hjemmehold | Udehold        | Resultat | By         | Arena | Underlag | Uden-/indendørs |
| ---------- | -------------- | -------- | ---------- | ----- | -------- | --------------- |
| Pakistan   | Indien [1]     | –        | [[]], [[]] | [[]]  | [[]]     |                 |
| Libanon    | Usbekistan [2] | –        | [[]], [[]] | [[]]  | [[]]     |                 |
| Kina [3]   | Sydkorea       | –        | [[]], [[]] | [[]]  | [[]]     |                 |

### Europa / Afrika
I gruppe I bestod Europa/Afrika-zonen af de tolv højst rangerende hold på Davis Cup-ranglisten pr. 4. februar 2019, som ikke havde kvalificeret sig til Davis Cup-slutrunden.
De seks højst rangerede af de tolv hold på Davis Cup-ranglisten pr. 4. februar 2019 blev seedet.
| Seedede hold (rangering) | Seedede hold (rangering) |
| ------------------------ | ------------------------ |
| 1                        | Tjekkiet (13)            |
| 2                        | Sverige (15)             |
| 3                        | Østrig (16)              |
| 4                        | Ungarn (23)              |
| 5                        | Schweiz (24)             |
| 6                        | Portugal (26)            |

| Useedede hold (rangering)   |
| --------------------------- |
| Bosnien og Hercegovina (27) |
| Slovakiet (29)              |
| Hviderusland (31)           |
| Ukraine (32)                |
| Israel (33)                 |
| Finland (38)                |

De tolv hold blev ved lodtrækning parret i seks playoff-opgør, hver bestående af et seedet og et useedet hold.
| Hjemmehold    | Udehold      | Resultat | By         | Arena | Underlag | Uden-/indendørs |
| ------------- | ------------ | -------- | ---------- | ----- | -------- | --------------- |
| Bosnien-Herc. | Tjekkiet [1] | –        | [[]], [[]] | [[]]  | [[]]     |                 |
| Sverige [2]   | Israel       | –        | [[]], [[]] | [[]]  | [[]]     |                 |
| Finland       | Østrig [3]   | –        | [[]], [[]] | [[]]  | [[]]     |                 |
| Ungarn [4]    | Ukraine      | –        | [[]], [[]] | [[]]  | [[]]     |                 |
| Slovakiet     | Schweiz [5]  | –        | [[]], [[]] | [[]]  | [[]]     |                 |
| Hviderusland  | Portugal [6] | –        | [[]], [[]] | [[]]  | [[]]     |                 |

## Gruppe II
Gruppe II bestod af 24 hold inddelt i tre geografiske zoner:
- Amerika med 6 hold.
- Asien/Oceanien med 6 hold.
- Europa/Afrika med 12 hold.

I hver geografisk zone blev holdene parret i 3 eller 6 playoff-opgør. Holdene spillede udelukkende om point til Davis Cup-ranglisten. Der var ingen garanti for, at vinderne rykkede op i Gruppe I, mens taberne ikke kunne være sikre på at rykke ned i Gruppe III.
Alle opgør i Gruppe II bliver afviklet i dagene 5. - 6. april, 13. - 14. september eller 14. - 15. september 2019, og opgørene afvikles som holdkampe, der spilles bedst af fem kampe: fire single- og en doublekamp. Alle kampe blev spillet bedst af tre tiebreak-sæt. Hjemmebanefordelen i hvert opgør tilfaldt det hold, der havde haft udebane i de to holds seneste Davis Cup-opgør. Hvis holdene ikke havde mødtes i Davis Cup tidligere, blev hjemmebanen afgjort ved lodtrækning.

### Amerika
I gruppe II bestod Amerika-zonen af de seks højst rangerende hold på Davis Cup-ranglisten pr. 4. februar 2019, som ikke havde kvalificeret sig til Davis Cup-slutrunden eller spillede i Gruppe I.
De tre højst rangerede af de seks hold på Davis Cup-ranglisten pr. 4. februar 2019 blev seedet.
| Seedede hold (rangering) | Seedede hold (rangering) |
| ------------------------ | ------------------------ |
| 1                        | Peru (49)                |
| 2                        | Mexico (51)              |
| 3                        | Guatemala (58)           |

| Useedede hold    |
| ---------------- |
| El Salvador (62) |
| Bolivia (68)     |
| Paraguay (75)    |

De seks hold blev ved lodtrækning parret i tre playoff-opgør, hver bestående af et seedet og et useedet hold.
| Dato                     | Hjemmehold    | Udehold    | Resultat | By                       | Arena                                    | Underlag                        | Uden-/indendørs |
| ------------------------ | ------------- | ---------- | -------- | ------------------------ | ---------------------------------------- | ------------------------------- | --------------- |
| 5. - 6. april 2019       | El Salvador   | Peru [1]   | 2–3      | Santa Tecla, El Salvador | Complejo Polideportivo de Cuidad Merliot | Hardcourt (Greenset Grand Prix) | Udendørs        |
| 13. - 14. september 2019 | Paraguay      | Mexico [2] | –        | [[]], [[]]               | [[]]                                     | [[]]                            |                 |
| 13. - 14. september 2019 | Guatemala [3] | Bolivia    | –        | [[]], [[]]               | [[]]                                     | [[]]                            |                 |

### Asien / Oceanien
I gruppe I bestod Asien/Oceanien-zonen af de seks højst rangerende hold på Davis Cup-ranglisten pr. 4. februar 2019, som ikke havde kvalificeret sig til Davis Cup-slutrunden eller spillede i Gruppe I.
De tre højst rangerede af de seks hold på Davis Cup-ranglisten pr. 4. februar 2019 blev seedet.
| Seedede hold (rangering) | Seedede hold (rangering) |
| ------------------------ | ------------------------ |
| 1                        | Thailand (40)            |
| 2                        | New Zealand (41)         |
| 3                        | Taiwan (50)              |

| Useedede hold     |
| ----------------- |
| Filippinerne (53) |
| Hongkong (54)     |
| Indonesien (60)   |

De seks hold blev ved lodtrækning parret i tre playoff-opgør, hver bestående af et seedet og et useedet hold.
| Dato                     | Hjemmehold   | Udehold         | Resultat | By                   | Arena                              | Underlag              | Uden-/indendørs |
| ------------------------ | ------------ | --------------- | -------- | -------------------- | ---------------------------------- | --------------------- | --------------- |
| 5. - 6. april 2019       | Thailand [1] | Filippinerne    | 3–1      | Nonthaburi, Thailand | National Tennis Development Center | Hardcourt (Plexipave) | Udendørs        |
| 13. - 14. september 2019 | Indonesien   | New Zealand [2] | –        | [[]], [[]]           | [[]]                               | [[]]                  |                 |
| 14. - 15. september 2019 | Hongkong     | Taiwan [3]      | –        | [[]], [[]]           | [[]]                               | [[]]                  |                 |

### Europa / Afrika
I gruppe I bestod Europa/Afrika-zonen af de tolv højst rangerende hold på Davis Cup-ranglisten pr. 4. februar 2019, som ikke havde kvalificeret sig til Davis Cup-slutrunden eller spillede i Gruppe I.
De seks højst rangerede af de tolv hold på Davis Cup-ranglisten pr. 4. februar 2019 blev seedet.
| Seedede hold (rangering) | Seedede hold (rangering) |
| ------------------------ | ------------------------ |
| 1                        | Rumænien (42)            |
| 2                        | Sydafrika (44)           |
| 3                        | Danmark (47)             |
| 4                        | Litauen (48)             |
| 5                        | Egypten (52)             |
| 6                        | Norge (55)               |

| Useedede hold (rangering) |
| ------------------------- |
| Slovenien (56)            |
| Marokko (57)              |
| Tyrkiet (59)              |
| Zimbabwe (61)             |
| Georgien (63)             |
| Bulgarien (64)            |

De tolv hold blev ved lodtrækning parret i seks playoff-opgør, hver bestående af et seedet og et useedet hold.
| Dato                     | Hjemmehold    | Udehold     | Resultat | By                     | Arena                          | Underlag                | Uden-/indendørs |
| ------------------------ | ------------- | ----------- | -------- | ---------------------- | ------------------------------ | ----------------------- | --------------- |
| 5. - 6. april 2019       | Rumænien [1]  | Zimbabwe    | 4–1      | Piatra Neamt, Rumænien | Sala Polivalenta Piatra Neamt  | Hardcourt (Set & Match) | Indendørs       |
| 13. - 14. september 2019 | Sydafrika [2] | Bulgarien   | –        | [[]], [[]]             | [[]]                           | [[]]                    |                 |
| 13. - 14. september 2019 | Danmark [3]   | Tyrkiet     | –        | [[]], [[]]             | [[]]                           | [[]]                    |                 |
| 5. - 6. april 2019       | Marokko       | Litauen [4] | 2–3      | Marrakech, Marokko     | Royal Tennis Club de Marrakech | Grus                    | Udendørs        |
| 13. - 14. september 2019 | Egypten [5]   | Slovenien   | –        | [[]], [[]]             | [[]]                           | [[]]                    |                 |
| 13. - 14. september 2019 | Norge [6]     | Georgien    | –        | [[]], [[]]             | [[]]                           | [[]]                    |                 |